# إليوت نيس
إليوت نيس (بالإنجليزية: Eliot Ness)‏ (19 أبريل 1903 - 16 مايو 1957) وكيلًا للحظر الأمريكي، اشتهر بجهوده لإسقاط آل كابوني وفرض الحظر في شيكاغو، إلينوي، وقائد فريق مشهور من موظفي إنفاذ القانون من شيكاغو، الملقب المنبوذين. شارك في تأليفه سيرته الذاتية الشهيرة «غير الملموس»، التي صدرت بعد وقت قصير من وفاته، العديد من الصور التلفزيونية والصور المتحركة التي أثبتت شهرة نيس بعد وفاتها كمقاتل للجريمة غير قابل للفساد.

## وفاته
انهار نيس وتوفي في منزله في كودرسبورت، بنسلفانيا، بسبب بنوبة قلبية في 16 مايو 1957 ؛ كان 54. وناثر رمادته في إحدى البرك الصغيرة على أرض مقبرة البحيرة في كليفلاند.